# Margaretha C. Dedel
Margaretha C. Dedel , född 1799, död 1852, var en nederländsk filantrop. Hon är känd som grundare och den första direktören för Asyl Steenbeck för frigivna kvinnliga fångar 1848.